# Арья Фэй
Арья Фэй (англ. Arya Fae, род. 25 июня 1995, Дейтон, Огайо) — американская порноактриса и эротическая фотомодель, лауреатка премии AVN Awards.

## Биография
Родилась 25 июня 1995 года в Дейтоне, Огайо. Карьеру в индустрии для взрослых начала в 18 лет в качестве эротической фотомодели. В 2016 году, в возрасте 20 лет, дебютировала в качестве порноактрисы.
Снималась для таких студий, как Tushy, Vixen, Mofos, Twistys, Girlfriends Films, Jules Jordan Video, New Sensations, Blacked, Evil Angel, Juicy Entertainment, Brazzers, Filly Films, Lethal Hardcore и Burning Angel.
В 2018 году была номинирована на AVN Awards и XBIZ Award как лучшая старлетка. Выиграла AVN Awards в том же году в номинации «лучшая сцена секса в виртуальной реальности» за Zombie Slayers.
На декабрь 2021 года снялась более чем в 160 фильмах.
У Арьи есть пирсинг в правой ноздре, а также несколько татуировок: на груди, указательном пальце левой руки, верхней части спины и плечах, обоих предплечьях. «Твиттер» девушки читают более 97 тыс. человек, а Instagram насчитывает более 160 тыс. подписчиков. Кроме фильмов, актриса любит танцевать, вращать огненные пои, путешествовать, музыкальные фестивали и музыку.

## Награды и номинации
| Год  | Церемония                   | Результат | Номинация                                  | Работа                                        |
| ---- | --------------------------- | --------- | ------------------------------------------ | --------------------------------------------- |
| 2018 | AVN Awards                  | Номинация | Лучшая новая старлетка                     | н/д                                           |
| 2018 | AVN Awards                  | Победа    | Лучшая секс-сцена в виртуальной реальности | Zombie Slayers                                |
| 2018 | AVN Awards                  | Номинация | Приз поклонников: самый горячий дебютант   | н/д                                           |
| 2018 | Spank Bank Awards           | Номинация | Прекрасная блондинка года                  | н/д                                           |
| 2018 | Spank Bank Awards           | Номинация | Excellence in 'Lawn' Maintenance           | н/д                                           |
| 2018 | Spank Bank Awards           | Номинация | Самая красивая соблазнительница            | н/д                                           |
| 2018 | Spank Bank Awards           | Номинация | Самая фотогеничная нимфоманка              | н/д                                           |
| 2018 | Spank Bank Awards           | Номинация | Newcummer of the Year                      | н/д                                           |
| 2018 | Spank Bank Awards           | Номинация | Porn's 'It' Girl                           | н/д                                           |
| 2018 | Spank Bank Technical Awards | Победа    | Best Display of Self Auto Correcting       | н/д                                           |
| 2018 | Spank Bank Technical Awards | Победа    | Самый неразборчивый спиритуалист           | н/д                                           |
| 2018 | Inked Awards                | Номинация | Звезда года                                | н/д                                           |
| 2018 | XBIZ Award                  | Номинация | Лучшая новая старлетка                     | н/д                                           |
| 2019 | AVN Awards                  | Номинация | Лучшая сцена анального секса               | Fucking Flexible 3                            |
| 2019 | AVN Awards                  | Номинация | Лучшая сцена триолизма (Ж/М/Ж)             | Jojo Kiss and Arya Fae Hot Threeway Scam Fuck |
| 2019 | AVN Awards                  | Номинация | Приз поклонников: любимая звезда клипов    | н/д                                           |
| 2019 | Spank Bank Awards           | Номинация | Умопомрачительная блондинка года           | н/д                                           |
| 2019 | Spank Bank Awards           | Номинация | Графиня акробатики                         | н/д                                           |
| 2019 | Spank Bank Awards           | Номинация | Customs/Clips Specialist of the Year       | н/д                                           |
| 2019 | Spank Bank Awards           | Номинация | Грязная чирлидерша года                    | н/д                                           |
| 2019 | Spank Bank Awards           | Номинация | Самая фотогеничная нимфоманка              | н/д                                           |
| 2019 | Spank Bank Awards           | Номинация | Озорная няня года                          | н/д                                           |
| 2019 | Spank Bank Technical Awards | Победа    | The Sex Kitten of SoundCloud               | н/д                                           |

## Избранная фильмография
- Anal Obsessed[11],
- Bangin' Assholes 2[12],
- Club Deviant[13],
- Fauxcest[14],
- Gothic Anal Whores[15],
- I Screw Girls[16],
- Kiss 7[17],
- Lesbian Jailbirds[18],
- Mick's Anal Teens 5[19],
- Straight Up Anal 3[20],
- Tiny Spinners[21].